# Suzanne Carlix
Suzanne Carlix, née Suzanne Caron le 22 mai 1872 à Paris et probablement morte après 1947, est une actrice de théâtre française.

## Biographie
Née en 1872 à Paris, Suzanne Caron est la fille naturelle de Louise Malvina Caron,.
Elle suit au conservatoire le cours de Delaunay et obtient un premier accessit de comédie en 1890.
En 1891, elle débute à l'Odéon où elle se fait remarquer dans le classique et joue Fantasio à côté de Réjane. Entre-temps, reprend à la Renaissance l'Hôtel Godelot et crée aux Variétés Brevet supérieur.
Engagée au Grand-Théâtre, elle crée Lysistrata et reprend L'Artésienne puis passe dans la troupe du Vaudeville et du Gymnase, crée ou reprend, Nos bons Villageois, Lysistrata, Les Bas Bleu, L'Invitée, les Demi-Vierges, Le Mari de la Débutante, Marie-Thérèse de La Carrière, Les Jocrisses de l'Amour, Jalouse, Les Transatlantiques, Zaza, Marraine, Mademoiselle Morasset, et Juliette dans Trois Femmes pour un Mari. En 1908, elle joue le rôle d'Irène lors de la création d'Occupe-toi d'Amélie de Georges Feydeau.
Elle épouse en 1914 le directeur de théâtre Henri Micheau, mais il meurt deux ans plus tard, à l'âge de 59 ans.
En 1948, lorsque le théâtre Marigny reprend Occupe-toi d'Amélie, les deux fils de Feydeau indiquent dans une interview que, concernant la distribution originelle de 1908, « il [ne] reste que deux [survivants] : Marcel Simon  et Suzanne Carlix », ce qui laisse entendre que l'actrice est toujours en vie à cette date.

## Théâtre

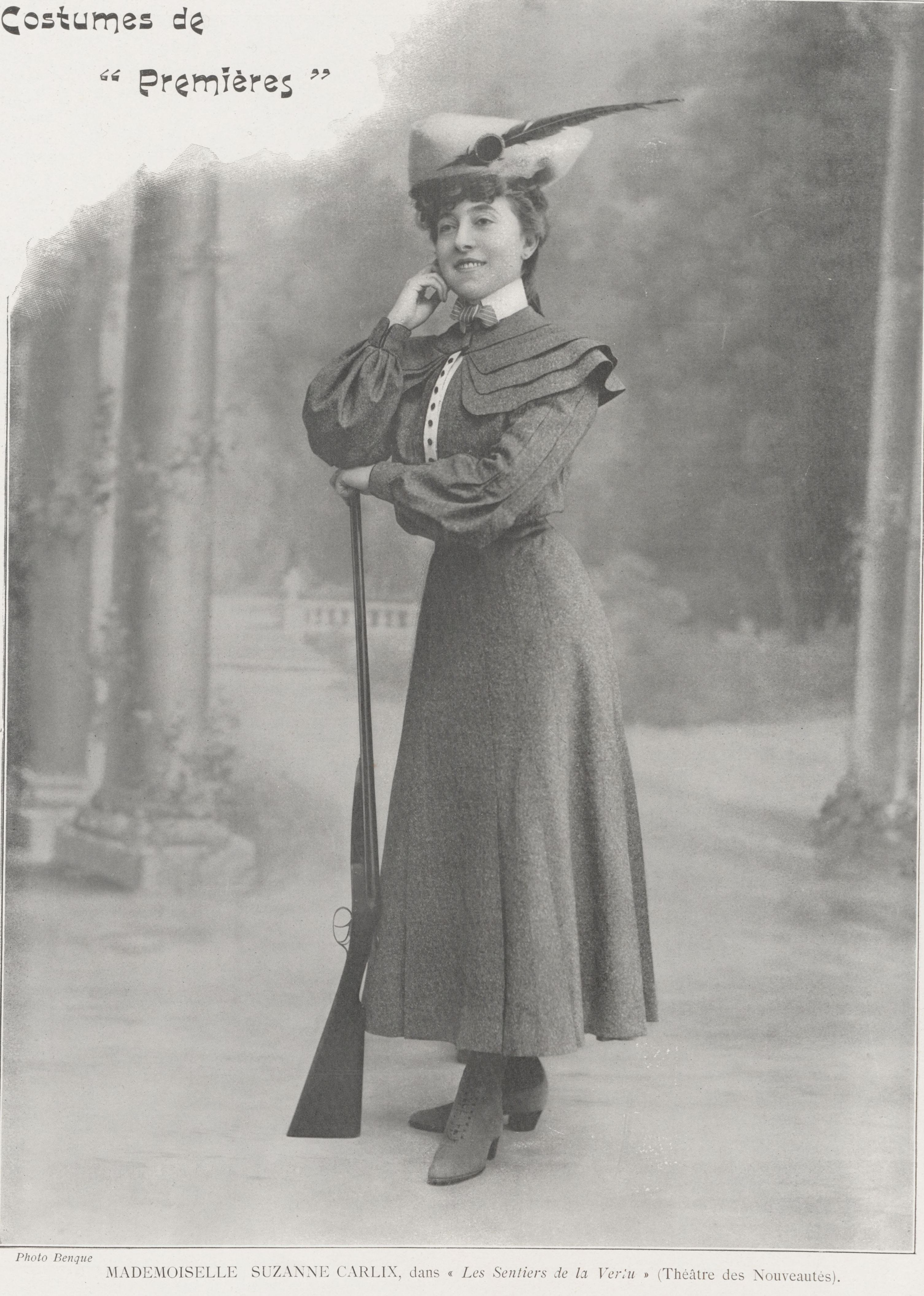
Mlle Suzanne Carlix dans Les Sentiers de la vertu, 1903.

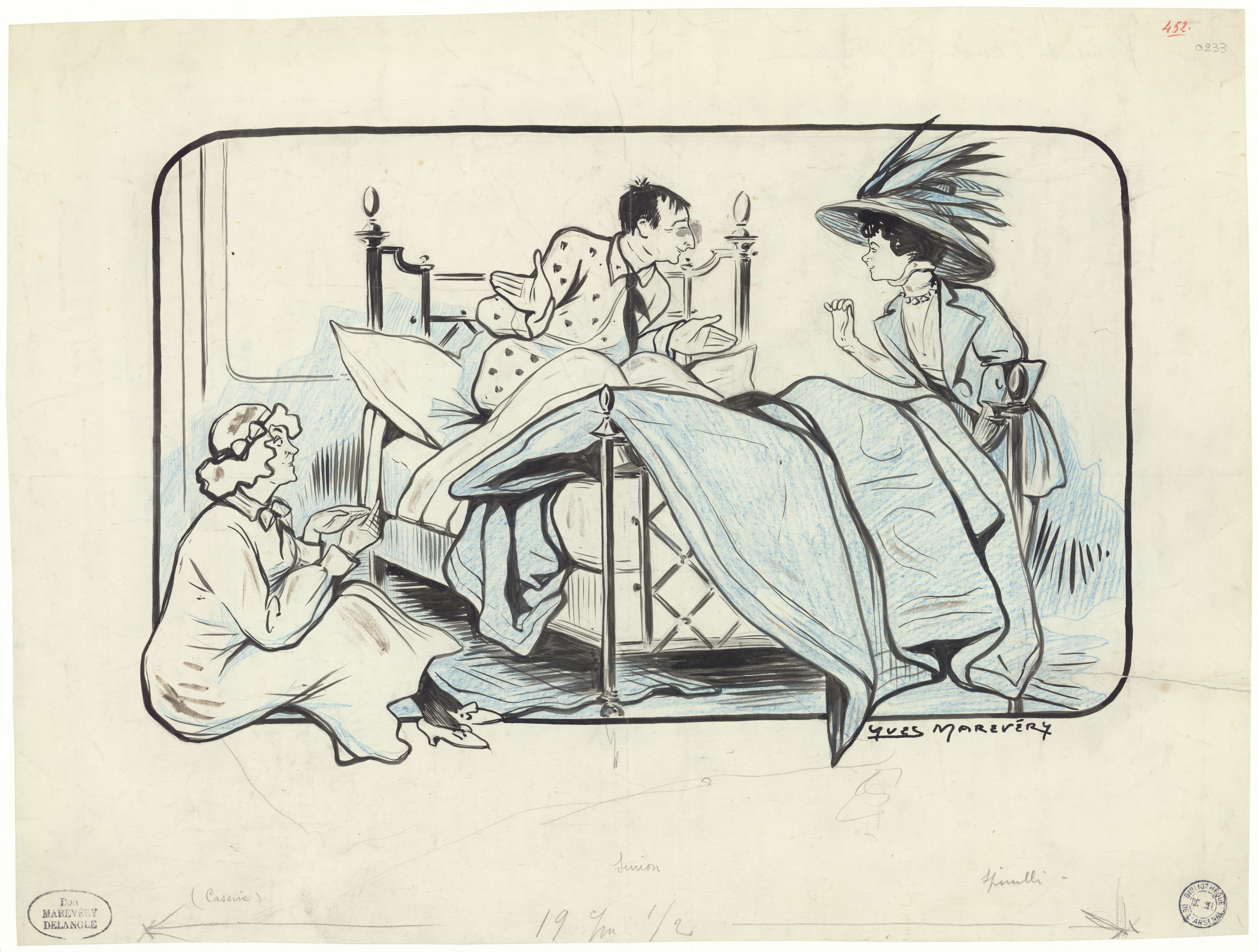
Armande Cassive, Marcel Simon et Suzanne Carlix dans Occupe-toi d'Amélie de Georges Feydeau, dessin de Yves Marevéry, 1908.

- 1891 : L'Hôtel Godelot, théâtre de la Renaissance, 19 janvier[2].
- 1892 : Brevet supérieur d'Henri Meilhac, théâtre des Variétés
- 1892 : Lysistrata de Maurice Donnay d'après Aristophane, Grand-Théâtre, 22 décembre : Callyce.
- 1894 : L'Engrenage, d'Eugène Brieux, par les Escholiers à la Comédie-Parisienne, 16 mai[8].
- 1896 : Lysistrata de Maurice Donnay d'après Aristophane, théâtre du Vaudeville, 6 mai : Callyce[9],[10],[11].
- 1897 : Le Mari de la débutante d'Henri Meilhac et Ludovic Halévy, théâtre du Gymnase, 11 février : Nina[12].
- 1898 : Les Transatlantiques d'Abel Hermant, théâtre du Gymnase, 21 janvier : Biddy[13].
- 1898 : Zaza, de Pierre Berton et Charles Simon, théâtre du Vaudeville, 12 mai : Simonne[14].
- 1898 : Marraine d'Ambroise Janvier, théâtre du Gymnase, 12 octobre : Violette[15].
- 1900 : Les Demi-vierges de Marcel Prevost, au théâtre de l'Athénée, 29 septembre : Jacqueline[16],[17].
- 1900 : La Blessure d'Henry Kistemaeckers, au théâtre de l'Athénée, 11 décembre : Hélène Hervay[18].
- 1902 : Leurs Amants de Maurice de Féraudy, au théâtre de l'Athénée, 16 décembre : Liliane[19],[20].
- 1903 : Les Sentiers de la vertu, de Robert de Flers et Gaston Arman de Caillavet, théâtre des Nouveautés, 6 novembre : Simone[21],[22].
- 1903 : Passe et Manque de Maurice de Féraudy, théâtre des Capucines, 9 mars[23],[24].
- 1904 : La Gueule du loup de Maurice Hennequin et Paul Bilhaud, théâtre des Nouveautés, 28 octobre : Gilberte[25],[26].
- 1905 : Le Gigolo de Miguel Zamacoïs, théâtre des Nouveautés, 24 janvier : Nini Bellair[27],[28].
- 1905 : L'Ange du foyer, de Robert de Flers et Gaston Arman de Caillavet, théâtre des Nouveautés, 19 mars :Chouquette[29].
- 1906 : Le Pavé de l'ours, de Lucien Rozenberg et Robert Bordet, théâtre des Capucines, 9 février : Lucienne[30].
- 1906 : Irrésistible !, d'Auguste Germain, théâtre des Nouveautés, 6 mars : Antoinette[30].
- 1907 : La Puce à l'oreille, vaudeville de Georges Feydeau, théâtre des Nouveautés, 2 mars : Lucienne[31].
- 1908 : Coralie et Cie, d'Albin Valabrèque et Maurice Hennequin, reprise au théâtre des Nouveautés, 3 janvier : Lucienne[32].
- 1908 : Occupe-toi d'Amélie, de Georges Feydeau, théâtre des Nouveautés, 15 mars : Irène[33],[34].

## Iconographie
Ses photographies sont publiées dans le catalogue La Référence des portraits contemporains, publié par la Librairie Nilsson en 1898.